# Калачеве
Калаче́ве — село в Україні, у Березнегуватській селищній громаді Баштанського району Миколаївської області. Населення становить 88 осіб.

## Відомі уродженці
- Чепурний Микола Миронович (нар. 27 грудня 1905 — пом. 19 вересня 1964) — учасник Другої світової війни, командир батальйону, старший лейтенант, Герой Радянського Союзу[1].
- Затурян Анатолій Ілліч (нар. 1 січня 1939) — заслужений працівник культури України, викладач Миколаївського коледжу культури і мистецтв. Визнаний «Людиною року Миколаївщини»[2].